# Бунтът на L.
„Бунтът на L.“ е български игрален филм от 2006 година, по сценарий и режисура на Киран Коларов. Оператор е Красимир Костов. Музиката във филма е композирана от Кирил Дончев. Художник на постановката е Георги Тодоров-Жози.

## Сюжет
Динко Хаджидинев, по прякор Лорис, е отличник от Английската гимназия в Бургас, награден със златен медал. В деня на абитуриентския си бал той прави опит да избяга на Запад, като се промъква на борда на търговски кораб. Издаден от своя съученичка и съседка, той е заловен и осъден. Престоят му в затвора постепенно го пречупва и отчуждава от света.

## Актьорски състав
| Актьор                | Роля              |
| --------------------- | ----------------- |
| Деян Славчев - Део    | Лорис             |
| Фани Коларова         | Лариса            |
| Христо Гърбов         | Ашо               |
| Дичо Христов          | Сяров             |
| Валентин Танев        | Зарев             |
| Валентин Ганев        | Жорж Георгиев     |
| Димитър Рачков        | лейтенант Николов |
| Стела Стоянова        | Жана              |
| Васил Банов           | Нереза            |
| Захари Бахаров        | Маркуча           |
| Васил Димитров        | Бащата            |
| Нели Топалова         | Майката           |
| Марта Кондова         | Мария             |
| Симеон Алексиев       | Бончо             |
| Крикор Азарян         | Бащата на Ачо     |
| Веселин Вълков        | Бащата на Жана    |
| Добри Добрев          | Доктора           |
| Георги Тодоров – Жози | Ваксаджията       |
| Жанина Дончева        | Сержант от МВР    |
| Любомир Атанасов      | братовчеда Дикран |
| Светослав Михайлов    | убития            |